# 云南报春
云南报春（学名：Primula yunnanensis）为报春花科报春花属下的一个种。种加词 yunnanensis 意为“云南的”。